# Angles correspondants

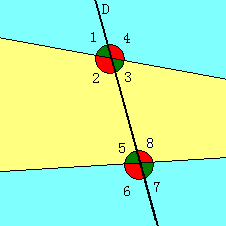
Droites coupées par une sécante D. Les 4 paires d'angles correspondants sont les paires {1;5}, {2,6}, {3,7} et {4,8}.

En géométrie, deux droites coupées par une sécante déterminent quatre paires d'angles correspondants, dont les sommets sont aux points d'intersection. 
Les angles correspondants sont isométriques lorsque les deux droites sont parallèles.

## Définition
On considère deux droites coupées par une sécante. Deux angles dessinés par cette figure sont dits correspondants lorsque,:

Angles correspondants « regardant dans la même direction ».

1. ils sont du même côté de la sécante ;
2. ils ont des sommets différents ;
3. L'un est à l'intérieur de la zone découpée par les deux droites[3] tandis que l'autre est à l'extérieur de cette zone.

Il existe un moyen intuitif de déterminer les paires d'angles correspondants, c'est de repérer les angles qui « regardent dans la même direction ».

## Propriétés

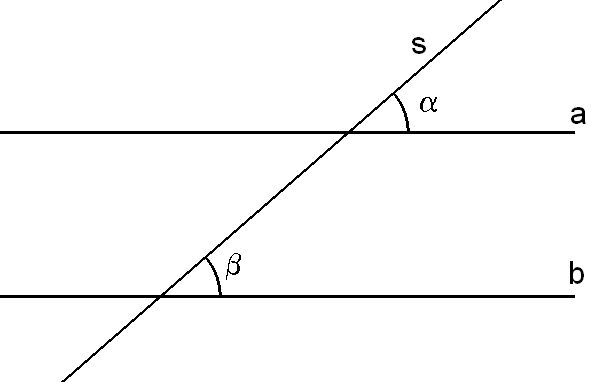
Les droites a et b sont parallèles et s est une sécante quelconque. Les angles α et β sont correspondants et de même mesure.

- Si deux droites parallèles sont coupées par une sécante, alors les angles correspondants ainsi formés sont égaux ;
- Réciproquement, si deux droites coupées par une sécante forment des angles correspondants de même mesure, alors les deux droites sont parallèles ;
- Si {α;β} est une paire d'angles correspondant et si α' et β' sont les angles opposés par le sommet des angles α et β, alors {α';β'} est aussi une paire d'angles correspondants.